# Utricularia foliosa
Utricularia foliosa — вид рослин із родини пухирникових (Lentibulariaceae).

## Морфологічна характеристика
Це підвішені у воді рослини. Столони міцні, гладкі та голі, 1–3 мм ушир і до кількох метрів у довжину; міжвузля 2–15 см; ризоїди відсутні. Листки широко-яйцеподібні в обрисі, багаторазово перисті, до 15 см завдовжки, зазвичай диморфні, деякі з меншою кількістю сегментів і численними пастками, деякі з більш численними сегментами і малою кількістю пасток або без них; кінцеві сегменти капілярні, дрібно волосисті. Пастки бічні, широко-яйцеподібні, 1–2 мм завдовжки; рот боковий; верхня губа гола або з 2 простими або рідко розгалуженими волосками. Суцвіття прямовисне, 7–40 см заввишки, квіток 3–20, скупчених при початковому розростанні, вісь суцвіття подовжується в міру дозрівання. Частки чашечки нерівні, широко-яйцеподібні, 3–4 мм завдовжки, зрощені в основі, ледь подовжуються; верхня частина частки гострувата, нижня 2–3-зубчаста. Віночок жовтий, 8–15 мм завдовжки; верхня губа кругла, приблизно вдвічі довша від верхньої частки чашечки, верхівка закруглена; нижня губа більша. Коробочка куляста, до 8 мм у діаметрі, рідко і дрібно залозиста. Насіння 4–12, сочевицеподібне з вузьким правильним крилом, із загальним діаметром 2–2.5 мм; крило 0.2–0.4 мм ушир.

## Середовище проживання
Вид поширений у тропічній і південній Африці (Ефіопія, Танзанія, Бурунді, Камерун, ДР Конго, Конго, Габон, Кот-д'Івуар, Гана, Гвінея, Гвінея-Бісау, Малі, Нігер, Нігерія, Сенегал, Сьєрра-Леоне, Замбія, Ботсвана, Намібія, Південна Африка [Квазулу Натал], Мадагаскар), на півдні Північної Америки (пд. США, Мексика), у Центральній і Південній Америці (Багамські острови, Куба, Домініканська Республіка, Гаїті, Ямайка, Тринідад і Тобаго [Тринідад], Беліз, Коста-Рика, Гватемала, Гондурас, Нікарагуа, Панама, Сальвадор, Французька Гвіана, Гаяна, Суринам, Венесуела, Бразилія, Болівія, Еку, Колумбія, Перу, Аргентина, Парагвай).
Росте у ставках, озерах і повільних частинах річок і струмків.

## Використання
Вид культивується невеликою кількістю ентузіастів роду. Торгівля незначна.